# Tilen Kodrin
Tilen Kodrin, slovenski rokometaš, * 14. maj 1994.  
Tilen je 192 cm visoki desno roki igralec, ki igra na mestu levega krila. Je član kluba Celje Pivovarna Laško in tudi slovenske reprezentance. 

## Igralna kariera

### Klub
Od leta 2014 je član celjskega kluba. V svoji prvi evropski sezoni, v 2014-15 je dosegel šest zadetkov. V naslednji sezoni je napredoval in dosegel 13 golov. Največ zadetkov je dosegel dvakrat po tri, in sicer na peti tekmi proti zvezdnikom francoskega Paris Saint-Germaina in na zadnji, štirinajsti proti turškemu Bešiktašu. 
Na prvi tekmi evropske sezone 2016-17, 24. septembra v Dvorani Zlatorog, je ob zmagi svojega moštva proti večnemu sosedskemu rivalu Zagrebu zadel prav tako trikrat. V celotni evropski sezoni je skupaj dosegel sedem zadetkov. 
V evropski sezoni 2017-18 je zadeval na dvanajstih od 14 tekem in dosegel točno 30 zadetkov. Najbolj razpoložen je bil 11. februarja 2018, ko so doma izgubili s Paris Saint-Germainom. Tilen je pri tem dosegel 5 zadetkov in je bil za Mačkovškom drugi strelec svojega moštva.

### Reprezentanca
Leta 2016 ga je selektor Veselin Vujović uvrstil na seznam reprezentantov za tekme kvalifikacij za na EP 2018. Tako je 2. novembra 2016 na prvi tekmi kvalifikacij proti Švici Tilen prvič nastopil za slovensko izbrano vrsto. In se pri tem izkazal z dobro igro ter dosegel tudi tri zadetke.
Prvo veliko reprezentančno tekmovanje katerega se je udeležil je bilo Svetovno prvenstvo 2017 v Franciji. Tam je nastopal kot eden izmed šestih igralcev iz celjskega kluba.